# Gmina Murowana Goślina
Die Gmina Murowana Goślina [ˈmɔɕɪna] ist eine Stadt-und-Land-Gemeinde im Powiat Poznański der Woiwodschaft Großpolen in Polen. Ihr Sitz ist die gleichnamige Stadt (deutsch Murowana Goslin) mit etwa 10.400 Einwohnern.

## Geographie
Die Gemeinde liegt etwa zehn Kilometer nördlich der Stadt Posen, ihre Westgrenze bildet die Warthe.

## Gliederung
Zur  Stadt-und-Land-Gemeinde (gmina miejsko-wiejska) Murowana Goślina gehören neben der Stadt selbst weitere 20 Dörfer (amtliche deutsche Namen bis 1945) mit einem Schulzenamt (sołectwo).
Białęgi (Weißtal)
Białężyn (Ballenstein)
Boduszewo (Bodental)
Długa Goślina (Langgoslin)
Głębocko (Seeforst)
Głęboczek (Glembotschek, 1943–1945 Tiefland)
Kamińsko (Kaminau)
Łopuchowo (Lopuchowo, 1943–1945 Klettenrode)
Łopuchówko
Łoskoń Stary
Mściszewo
Nieszawa (Niemannsdorf)
Pławno (Spielfeld)
Przebędowo
Raduszyn
Rakownia
Starczanowo (Starendorf)
Trojanowo (Treuendorf)
Uchorowo (Ohrendorf)
Wojnowo
Wojnówko (Weiher)
Zielonka (Grüntal)
Złotoryjsko (Güldenring)

## Gemeindepartnerschaften
- Hemmingen, Deutschland
- Yvetot, Frankreich